# Idong Ibok
Idongesit William Ibok, detto Idong (Lagos, 17 febbraio 1985), è un ex cestista nigeriano, professionista in Europa e nella NBDL.